# Collegio di Somerton and Frome
Somerton and Frome è stato un collegio elettorale inglese situato nel Somerset e rappresentato alla Camera dei comuni del Parlamento del Regno Unito. Eleggeva un membro del parlamento con il sistema maggioritario a turno unico; il collegio è stato abolito in occasione della revisione periodica del 2024.

## Estensione
- 1983-1997: i ward del distretto di Yeovil di Blackmoor Vale, Brue, Burrow Hill, Camelot, Cary, Curry Rivel, Islemoor, Ivelchester, Langport and Huish, Martock, Milborne Port, Northstone, Turn Hill, Wessex e Wincanton, e i ward del distretto di Mendip di Beacon, Beckington and Rode, Coleford, Creech, Frome Badcox, Frome Fromefield, Frome Keyford, Mells, Nordinton, Postlebury, Selwood and Berkley, Stratton e Vale.
- 1997-2010: i ward del distretto di South Somerset di Blackmoor Vale, Brue, Burrow Hill, Camelot, Cary, Curry Rivel, Islemoor, Ivelchester, Langport and Huish, Martock, Milborne Port, Northstone, Turn Hill, Wessex e Wincanton, e i ward del distretto di Mendip di Beacon, Beckington and Rode, Coleford, Creech, Frome Badcox, Frome Fromefield, Frome Keyford, Frome Welshmill, Mells, Nordinton, Postlebury, Stratton e Vale.
- 2010-2024: i ward del distretto di South Somerset di Blackmoor Vale, Bruton, Burrow Hill, Camelot, Cary, Curry Rivel, Islemoor, Langport and Huish, Martock, Milborne Port, Northstone, Tower, Turn Hill, Wessex e Wincanton, e i ward del distretto di Mendip di Beacon, Beckington and Rode, Coleford, Creech, Frome Berkley Down, Frome Fromefield, Frome Keyford, Frome Park, Frome Welshmill, Mells, Nordinton, Postlebury, Stratton e Vale.

Il collegio fu creato nel 1983 da parti del collegio di Wells e Yeovil. Copriva la parte orientale del distretto di Mendip, e la parte settentrionale del distretto di South Somerset.

## Membri del parlamento
| Elezione | Elezione      | Deputato         | Partito             |
| -------- | ------------- | ---------------- | ------------------- |
|          | 1983          | Robert Boscawen  | Conservatore        |
| 1992     | Mark Robinson | Conservatore     |                     |
|          | 1997          | David Heath      | Liberal Democratici |
|          | 2015          | David Warburton  | Conservatore        |
|          | 2022          | David Warburton  | Indipendente        |
|          | 2023 (S)      | Sarah Dyke       | Liberal Democratici |
|          | 2024          | Collegio abolito | Collegio abolito    |

## Elezioni

### Elezioni negli anni 2020
| Partito                    | Partito                                         | Candidato                  | Risultati 20 luglio 2023 | Risultati 20 luglio 2023 |
| Partito                    | Partito                                         | Candidato                  | Voti                     | %                        |
| -------------------------- | ----------------------------------------------- | -------------------------- | ------------------------ | ------------------------ |
|                            | Lib Dem                                         | Sarah Dyke                 | 21 187                   | 54,62                    |
|                            | Conservatore                                    | Faye Purbrick              | 10 179                   | 26,24                    |
|                            | Verdi                                           | Martin Dimery              | 3 944                    | 10,17                    |
|                            | Reform UK                                       | Bruce Evans                | 1 303                    | 3,36                     |
|                            | Laburista                                       | Neil Guild                 | 1 009                    | 2,60                     |
|                            | Indipendente                                    | Rosie Mitchell             | 635                      | 1,64                     |
|                            | UKIP                                            | Peter Richardson           | 275                      | 0,71                     |
|                            | Alleanza dei Popoli Cristiani                   | Lorna Corke                | 256                      | 0,66                     |
|                            |                                                 |                            |                          |                          |
| Iscritti                   | Iscritti                                        | Iscritti                   | 87 915                   | 100,00                   |
| ↳ Votanti (% su iscritti)  | ↳ Votanti (% su iscritti)                       | ↳ Votanti (% su iscritti)  | 38 885                   | 44,23                    |
| ↳ Astenuti (% su iscritti) | ↳ Astenuti (% su iscritti)                      | ↳ Astenuti (% su iscritti) | 49 030                   | 55,77                    |
|                            |                                                 |                            |                          |                          |
|                            | Esito: collegio passa da Conservatore a Lib Dem |                            |                          |                          |

### Elezioni negli anni 2010
| Partito                    | Partito                                   | Candidato                  | Risultati 12 dicembre 2019 | Risultati 12 dicembre 2019 |
| Partito                    | Partito                                   | Candidato                  | Voti                       | %                          |
| -------------------------- | ----------------------------------------- | -------------------------- | -------------------------- | -------------------------- |
|                            | Conservatore                              | David Warburton            | 36 230                     | 55,83                      |
|                            | Lib Dem                                   | Adam Boyden                | 17 017                     | 26,22                      |
|                            | Laburista                                 | Sean Dromgoole             | 8 354                      | 12,87                      |
|                            | Verdi                                     | Andrea Dexter              | 3 295                      | 5,08                       |
|                            |                                           |                            |                            |                            |
| Iscritti                   | Iscritti                                  | Iscritti                   | 85 841                     | 100,00                     |
| ↳ Votanti (% su iscritti)  | ↳ Votanti (% su iscritti)                 | ↳ Votanti (% su iscritti)  | 64 896                     | 75,60                      |
| ↳ Astenuti (% su iscritti) | ↳ Astenuti (% su iscritti)                | ↳ Astenuti (% su iscritti) | 20 945                     | 24,40                      |
|                            |                                           |                            |                            |                            |
|                            | Esito: collegio confermato a Conservatore |                            |                            |                            |

| Partito                    | Partito                                   | Candidato                  | Risultati 8 giugno 2017 | Risultati 8 giugno 2017 |
| Partito                    | Partito                                   | Candidato                  | Voti                    | %                       |
| -------------------------- | ----------------------------------------- | -------------------------- | ----------------------- | ----------------------- |
|                            | Conservatore                              | David Warburton            | 36 231                  | 56,97                   |
|                            | Lib Dem                                   | Mark Blackburn             | 13 325                  | 20,95                   |
|                            | Laburista                                 | Sean Dromgoole             | 10 998                  | 17,29                   |
|                            | Verdi                                     | Theo Simon                 | 2 047                   | 3,22                    |
|                            | Indipendente                              | Richard Hadwin             | 991                     | 1,56                    |
|                            |                                           |                            |                         |                         |
| Iscritti                   | Iscritti                                  | Iscritti                   | 84 290                  | 100,00                  |
| ↳ Votanti (% su iscritti)  | ↳ Votanti (% su iscritti)                 | ↳ Votanti (% su iscritti)  | 63 892                  | 75,80                   |
| ↳ Astenuti (% su iscritti) | ↳ Astenuti (% su iscritti)                | ↳ Astenuti (% su iscritti) | 20 398                  | 24,20                   |
|                            |                                           |                            |                         |                         |
|                            | Esito: collegio confermato a Conservatore |                            |                         |                         |

| Partito                    | Partito                                         | Candidato                  | Risultati 7 maggio 2015 | Risultati 7 maggio 2015 |
| Partito                    | Partito                                         | Candidato                  | Voti                    | %                       |
| -------------------------- | ----------------------------------------------- | -------------------------- | ----------------------- | ----------------------- |
|                            | Conservatore                                    | David Warburton            | 31 960                  | 52,99                   |
|                            | Lib Dem                                         | David Rendel               | 11 692                  | 19,39                   |
|                            | UKIP                                            | Alan Dimmick               | 6 439                   | 10,68                   |
|                            | Verdi                                           | Theo Simon                 | 5 434                   | 9,01                    |
|                            | Laburista                                       | David Oakensen             | 4 419                   | 7,33                    |
|                            | Indipendente                                    | Ian Angell                 | 365                     | 0,61                    |
|                            |                                                 |                            |                         |                         |
| Iscritti                   | Iscritti                                        | Iscritti                   | 83 530                  | 100,00                  |
| ↳ Votanti (% su iscritti)  | ↳ Votanti (% su iscritti)                       | ↳ Votanti (% su iscritti)  | 60 309                  | 72,20                   |
| ↳ Astenuti (% su iscritti) | ↳ Astenuti (% su iscritti)                      | ↳ Astenuti (% su iscritti) | 23 221                  | 27,80                   |
|                            |                                                 |                            |                         |                         |
|                            | Esito: collegio passa da Lib Dem a Conservatore |                            |                         |                         |

| Partito                    | Partito                              | Candidato                  | Risultati 6 maggio 2010 | Risultati 6 maggio 2010 |
| Partito                    | Partito                              | Candidato                  | Voti                    | %                       |
| -------------------------- | ------------------------------------ | -------------------------- | ----------------------- | ----------------------- |
|                            | Lib Dem                              | David Heath                | 28 793                  | 47,50                   |
|                            | Conservatore                         | Annunziata Rees-Mogg       | 26 976                  | 44,51                   |
|                            | Laburista                            | David Oakensen             | 2 675                   | 4,41                    |
|                            | UKIP                                 | Barry Harding              | 1 932                   | 3,19                    |
|                            | Indipendente                         | Niall Warry                | 236                     | 0,39                    |
|                            |                                      |                            |                         |                         |
| Iscritti                   | Iscritti                             | Iscritti                   | 81 577                  | 100,00                  |
| ↳ Votanti (% su iscritti)  | ↳ Votanti (% su iscritti)            | ↳ Votanti (% su iscritti)  | 60 612                  | 74,30                   |
| ↳ Astenuti (% su iscritti) | ↳ Astenuti (% su iscritti)           | ↳ Astenuti (% su iscritti) | 20 965                  | 25,70                   |
|                            |                                      |                            |                         |                         |
|                            | Esito: collegio confermato a Lib Dem |                            |                         |                         |

### Elezioni negli anni 2000
| Partito                    | Partito                              | Candidato                  | Risultati 5 maggio 2005 | Risultati 5 maggio 2005 |
| Partito                    | Partito                              | Candidato                  | Voti                    | %                       |
| -------------------------- | ------------------------------------ | -------------------------- | ----------------------- | ----------------------- |
|                            | Lib Dem                              | David Heath                | 23 759                  | 43,92                   |
|                            | Conservatore                         | Clive Allen                | 22 947                  | 42,42                   |
|                            | Laburista                            | Joseph Pestell             | 5 865                   | 10,84                   |
|                            | UKIP                                 | Bill Lukins                | 1 047                   | 1,94                    |
|                            | Veritas                              | Carl Beaman                | 474                     | 0,88                    |
|                            |                                      |                            |                         |                         |
| Iscritti                   | Iscritti                             | Iscritti                   | 76 523                  | 100,00                  |
| ↳ Votanti (% su iscritti)  | ↳ Votanti (% su iscritti)            | ↳ Votanti (% su iscritti)  | 54 102                  | 70,70                   |
| ↳ Astenuti (% su iscritti) | ↳ Astenuti (% su iscritti)           | ↳ Astenuti (% su iscritti) | 22 421                  | 29,30                   |
|                            |                                      |                            |                         |                         |
|                            | Esito: collegio confermato a Lib Dem |                            |                         |                         |

| Partito                    | Partito                              | Candidato                  | Risultati 6 maggio 2001 | Risultati 6 maggio 2001 |
| Partito                    | Partito                              | Candidato                  | Voti                    | %                       |
| -------------------------- | ------------------------------------ | -------------------------- | ----------------------- | ----------------------- |
|                            | Lib Dem                              | David Heath                | 22 983                  | 43,62                   |
|                            | Conservatore                         | Jonathan Marland           | 22 315                  | 42,36                   |
|                            | Laburista                            | Andy Perkins               | 6 113                   | 11,60                   |
|                            | UKIP                                 | Peter Bridgwood            | 919                     | 1,74                    |
|                            | Liberale                             | Jean Pollock               | 354                     | 0,67                    |
|                            |                                      |                            |                         |                         |
| Iscritti                   | Iscritti                             | Iscritti                   | 76 023                  | 100,00                  |
| ↳ Votanti (% su iscritti)  | ↳ Votanti (% su iscritti)            | ↳ Votanti (% su iscritti)  | 52 684                  | 69,30                   |
| ↳ Astenuti (% su iscritti) | ↳ Astenuti (% su iscritti)           | ↳ Astenuti (% su iscritti) | 23 339                  | 30,70                   |
|                            |                                      |                            |                         |                         |
|                            | Esito: collegio confermato a Lib Dem |                            |                         |                         |

## Risultati dei referendum

### Referendum sulla permanenza del Regno Unito nell'Unione europea del 2016
|  | Collegio           | Lasciare UE % | Rimanere in UE % |
|  | ------------------ | ------------- | ---------------- |
|  | Somerton and Frome | 50,9%         | 49,1%            |
|  | Inghilterra        | 53,3%         | 46,7%            |
|  | Regno Unito        | 51,9%         | 48,1%            |